# Голумница
Голумница (словац. Holumnica) — село и одноимённая община в районе Кежмарок Прешовского края Словакии. В письменных источниках начинает упоминаться с 1293 года.

## География
Село расположено в западной части края, на юго-западных склонах горного массива Левочске-Врхи, к востоку от реки Попрад, при автодороге 3099. Абсолютная высота — 593 метра над уровнем моря. Площадь муниципалитета составляет 16,78 км².

## Население
| Год:                | 1994 | 2004     | 2014    | 2024    |
| ------------------- | ---- | -------- | ------- | ------- |
| Количество человек: | 727  | 812      | 874     | 930     |
| Разница:            |      | +11,69 % | +7,63 % | +6,40 % |

По данным последней официальной переписи 2011 года, численность населения Голумницы составляла 876 человек.
Национальный состав населения (по данным переписи населения 2011 года):
| Национальность | Численность, человек |
| -------------- | -------------------- |
| словаки        | 622                  |
| цыгане         | 165                  |
| немцы          | 6                    |
| не указана     | 79                   |